# Maruco Antônio Urunau
Maruco Antônio Urunau (sinh ngày 16 tháng 11 năm 1970) là một cầu thủ bóng đá người Brasil.

## Sự nghiệp câu lạc bộ
Maruco Antônio Urunau đã từng chơi cho Ventforet Kofu.

## Thống kê câu lạc bộ

### J.League
| Đội            | Năm       | J.League | J.League | J.League Cup | J.League Cup | Tổng cộng | Tổng cộng |
| Đội            | Năm       | Trận     | Bàn      | Trận         | Bàn          | Trận      | Bàn       |
| -------------- | --------- | -------- | -------- | ------------ | ------------ | --------- | --------- |
| Ventforet Kofu | 2000      | 9        | 1        | 2            | 0            | 11        | 1         |
| Tổng cộng      | Tổng cộng | 9        | 1        | 2            | 0            | 11        | 1         |